# Pierre Amandry
Pour les articles homonymes, voir Amandry.
Pierre Amandry est un helléniste français né à Troyes le 31 décembre 1912 et mort à Paris 14e le 21 février 2006, spécialiste de la Grèce antique et de ses rapports avec l'Orient. Une grande partie de ses travaux concerne le site de Delphes, fouillé par l'École française d'Athènes, dont il est secrétaire général entre 1941 et 1948 puis directeur de 1969 à 1981.

## Carrière
Il intègre l'École normale supérieure en 1933, est agrégé en 1936 (reçu 4e, notamment devant Jacqueline de Romilly, 10e), puis membre de l'École française d'Athènes de 1937 à 1941. Il pratique durant ce séjour des fouilles dans le sanctuaire de Delphes où il découvre un trésor d'or et d'ivoires sous la voie sacrée. L'étude de ces objets l'amène à s'intéresser à l'art orientalisant et, d'une manière générale, aux rapports entre la production artistique occidentale et orientale, notamment en architecture et en orfèvrerie.
En 1950, sa thèse sur La mantique apollinienne à Delphes rééquilibre l'image romantique que l'on se faisait alors de la consultation de la Pythie au profit d'un fonctionnement plus prosaïque de l'oracle. De 1951 à 1969 il enseigne à l'Université de Strasbourg.
Il est l'auteur de nombreux articles concernant les monuments de Delphes, et en particulier le temple. À côté de ses travaux sur la Grèce antique, il s'intéresse également à la Grèce moderne et aux voyageurs. On lui doit la traduction en français du Christ recrucifié de Níkos Kazantzákis (1955).
Il est élu à l'Académie des inscriptions et belles-lettres en 1972.
Pierre Amandry meurt le 21 février 2006 dans le 14e arrondissement de Paris et il est inhumé à Rouilly-Saint-Loup.

## Publications
- 1939. "Rapport préliminaire sur les statues chryséléphantines de Delphes" (in Bulletin de Correspondance hellénique).
- 1939. "Convention religieuse conclue entre Delphes et Skiathos" (ibid.).
- 1940-1941. "La colonne dorique de la tholos de Marmaria" (en collaboration avec J. Bousquet ; in Bulletin de Correspondance hellénique).
- 1944-1945. "Statuette d'ivoire d'un dompteur de lion" (in Syria). - 1946. Ilías Venézis. Terre éolienne (traduction).
- 1950. La mantique apollinienne à Delphes, Essai sur le fonctionnement de l’oracle (thèse principale).
- 1952. "Observations sur les monuments de l’Héraion d’Argos" (in Hesperia).
- 1953. Fouilles de Delphes. II, Topographie et architecture. La colonne du Sphinx des Naxiens et le portique des Athéniens (thèse complémentaire).
- 1953. Collection Hélène Stathatos. I, Les bijoux antiques.
- 1956. "Chaudrons à protomes de taureau en Orient et en Grèce" (in The Aegean and the Near East. Studies presented to Hetty Goldman).
- 1958. "Objets orientaux en Grèce et en Italie aux VIIIe et VIIe siècles avant Jésus-Christ" (in Syria).
- 1959. "Toreutique achéménide" (in Antike Kunst).
- 1960-1961. "Thémistocle : un décret et un portrait" (in Bulletin de la Faculté des Lettres de Strasbourg).
- 1961. "Athènes au lendemain des guerres médiques" (in Revue de l’Université de Bruxelles).
- 1963. Collection Hélène Stathatos. III, Objets antiques et byzantins.
- 1963. "Plaques d'or de Delphes" (in Athenische Mitteilungen. Festschrift Emil Kunze).
- 1965. "Un motif ‘scythe’ en Iran et en Grèce" (in Journal of Near east Studies. Erich F. Schmidt Memorial).
- 1968. "La Grèce d'Asie et d'Anatolie du VIIIe au VIe siècle avant Jésus-Christ" (in Anatolica).
- 1969. "Notes de topographie et d’architecture delphiques : V, Le temple d’Apollon" (in Bulletin de Correspondance hellénique).
- 1976-1977. "Trépieds d’Athènes. I, Dionysies. II, Thargélies" (ibid.).
- 1977. "Notes de topographie et d’architecture delphiques. VI, La fontaine Castalie" (ibid., suppl. IV).
- 1977. "Statue de taureau en argent" (ibid.).
- 1978. "Notes de topographie et d’architecture delphiques. VII, La fontaine Castalie (compléments)" (ibid.).
- 1980. "Sur les concours argiens" (ibid., suppl. VI).
- 1981. "L’Antre corycien dans les textes antiques et modernes" (ibid., suppl. VII).
- 1981. "L’Antre corycien. L’exploration archéologique de la grotte" (ibid., suppl. VII). - 1981. "Chronique delphique (1970-1981)".
- 1987. "Trépieds de Delphes et du Péloponnèse" (ibid.).
- 1990. "La fête des Pythia" (in Praktika tês Akademias Athenôn).
- 1992. "Delphes oublié" (in CRAI).
- 1992. "Fouilles de Delphes et raisins de Corinthe : histoire d’une négociation" (in La redécouverte de Delphes).
- 1995. "Schliemann, le 'trésor de Priam' et le musée du Louvre" (in Dossiers d’archéologie).
- 1997. "Propos sur l’oracle de Delphes" (in Journal des Savants).
- 1997. "Monuments chorégiques d’Athènes" (in Bulletin de Correspondance hellénique).
- 1998. "Notes de topographie et d’architecture delphiques. X. Le 'socle marathonien' et le trésor des Athéniens" (ibid.).

La réplication, en collaboration avec Erik Hansen, du temple de Delphes, demeure inachevée.